# Drosophila semipruinosa
Drosophila semipruinosa este o specie de muște din genul Drosophila, familia Drosophilidae, descrisă de Tsacas în anul 2002.
Este endemică în Camerun. Conform Catalogue of Life specia Drosophila semipruinosa nu are subspecii cunoscute.